# Oenocarpus balickii
Oenocarpus balickii är en enhjärtbladig växtart som beskrevs av Francis Kahn. Oenocarpus balickii ingår i släktet Oenocarpus och familjen Arecaceae. Inga underarter finns listade i Catalogue of Life.